# 썸서커
《썸서커》(영어: Thumbsucker)는 미국에서 제작된 마이크 밀스 감독의 2005년 독립 코미디 드라마 영화이다. 루 테일러 푸치 등이 출연하였고, 앤서니 브레그먼 등이 제작에 참여하였다. 알려진 다른 제목은 썸석커이다.

## 출연
- 루 테일러 푸치
- 틸다 스윈턴
- 빈센트 도노프리오
- 키아누 리브스
- 켈리 가너
- 벤저민 브랫
- 빈스 본
- 낸시 오델

## 기타 제작진
- 라인 제작: 캘럼 그린
- 배역: 진 매카시
- 미술: 주디 베커
- 의상: 에이프릴 네이피어